# Christine Marek

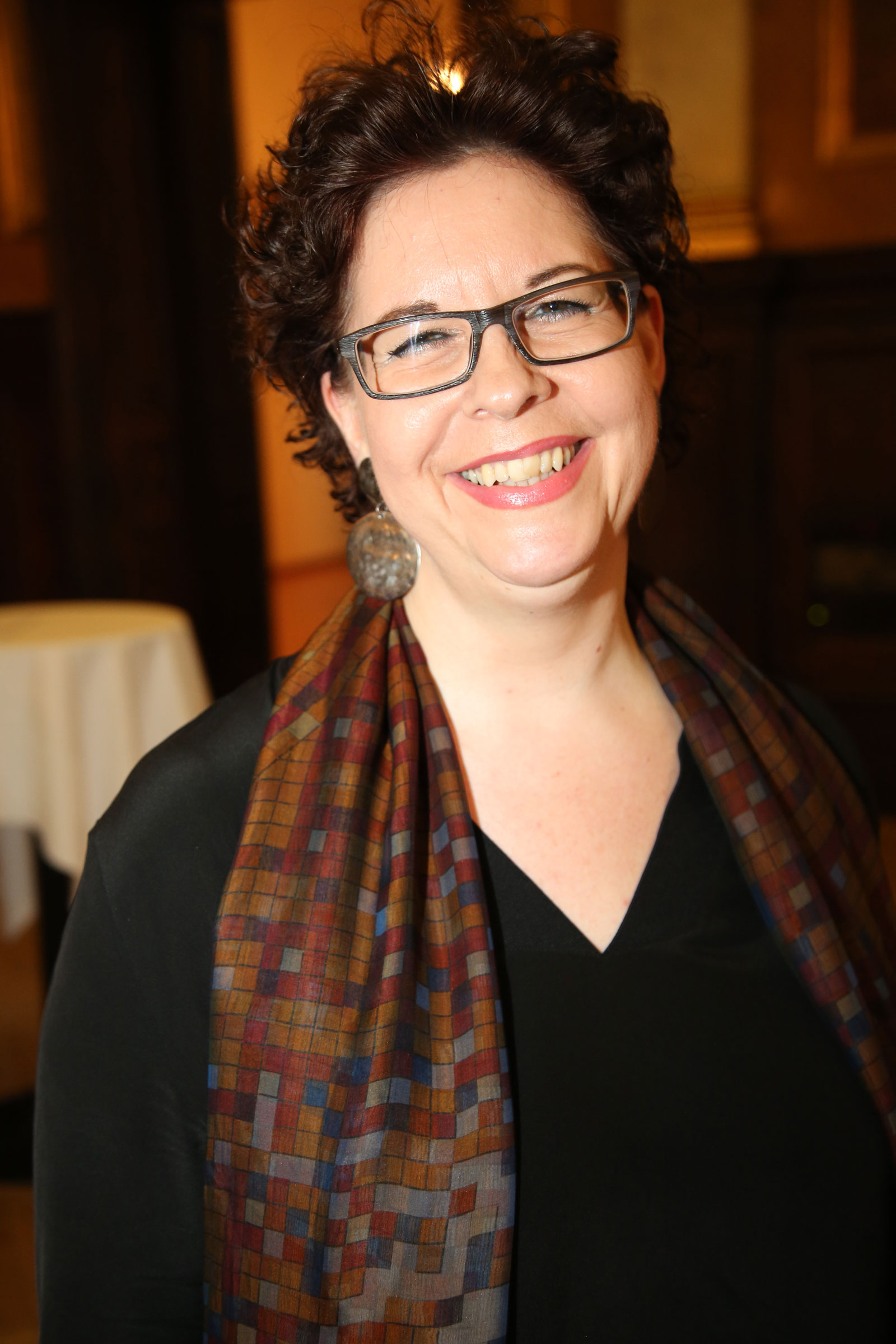
Christine Marek (2015)

Christine Marek (* 26. Jänner 1968 in Kempten (Allgäu)) ist eine österreichische Politikerin (ÖVP) und war vom 11. Jänner 2007 bis 26. November 2010 Staatssekretärin im Bundesministerium für Wirtschaft und Arbeit in der Bundesregierung Gusenbauer. Sie war in der Bundesregierung Faymann I als Staatssekretärin im Wirtschaftsministerium tätig, vom 13. März 2010 bis zum 9. September 2011 die erste Landesparteiobfrau und war für die Gemeinderatswahl am 10. Oktober 2010 Spitzenkandidatin der Wiener ÖVP. Sie ist stellvertretende Vorsitzende des Aufsichtsrates der Bundesimmobiliengesellschaft.

## Biografie
Christine Marek wurde 1968 als österreichische Staatsbürgerin in Kempten (Allgäu) geboren. Im Alter von sechs Jahren übersiedelte ihre Familie nach Eferding in Oberösterreich. Nach der Hauptschule besuchte sie die Höhere Bundeslehranstalt für wirtschaftliche Berufe in Linz, an der sie 1987 maturierte. Danach war sie in verschiedenen kaufmännischen Berufen im In- und Ausland tätig. Seit 1991 lebt sie in Wien.
Mitte der 1990er Jahre begann Mareks Engagement bei der ÖVP im Wiener Bezirk Meidling und als Betriebsrätin. Im Jahr 2000 wurde Christine Marek Kammerrätin der Wiener Arbeiterkammer, von 2002 bis 2004 gehörte sie dem Vorstand der Kammer an.
Im Juni 2002 wurde sie stellvertretende Landesparteiobfrau der Wiener Volkspartei. Bei der Nationalratswahl im November des gleichen Jahres wurde sie in den Nationalrat gewählt. Ab Jänner 2007 war sie Staatssekretärin im Wirtschaftsministerium. Eine Mitarbeiterin ihres Kabinetts war Beate Meinl-Reisinger.
Im Zuge des Wahlkampfs zur Landtags- und Gemeinderatswahl in Wien 2010 in Wien äußerte sie sich positiv zu einer möglichen Arbeitspflicht für Langzeitarbeitslose und trat für ein Burkaverbot ein. Während dieses Wahlkampfs stellten sich Wiens Erzbischof Christoph Schönborn und Caritas-Direktor Michael Landau gegen sie. Gegenüber der Gemeinderatswahl 2005 verlor Mareks Partei mehr als ein Drittel der Stimmen. und – erstmals seit 1946 – die Mehrheit im bürgerlichen Bezirk Wieden. Am 7. November 2010 gab sie bekannt, dass sie nach der konstituierenden Sitzung des Wiener Gemeinderats Ende November aus der Bundesregierung aussteigen wolle.
Auf Grund mangelnden Rückhalts der Parteimitglieder in der Wiener ÖVP trat Christine Marek am 9. September 2011 vom Parteivorsitz zurück. Sie übernahm am 20. September 2011 das durch Maria Rauch-Kallat freigewordene Mandat im Nationalrat, dem sie bereits einmal als Mandatarin angehört hatte. Bei der Nationalratswahl 2013 verzichtete Marek auf eine Kandidatur und wechselte in die Privatwirtschaft.
Marek ist Mutter eines Sohnes. Sie ist Mitglied der Studentinnenverbindung Koinonia Wien in der VCS.

## Auszeichnungen
- Großes Silbernes Ehrenzeichen am Bande für Verdienste um die Republik Österreich (2010)[6]